# Левитација
Левитација (лат. levitas — лакоћа, нл. levitatio — лебдење) је процес при коме неко тијело не реагује на дјеловање привлачне силе у чијем је пољу смјештено. Одсутност нужне реакције – појаве акцелерације (падања), ка средишту привлачне силе, или појаве тежине – одсутност, дакле, такве реакције, тј. левитација, колико је познато, може бити узрокована специфичним, орбиталним, тј. кружним кретањем левитирајућег тијела у пољу привлачне силе.
Левитација може бити узрокована и дјеловањем неке репулзивне, одбојне силе: електрицитета или магнетизма.
Левитација је лебдење у односу на нешто: некакво поље, чврсту подлогу, чврсту површину Земље, масу или површину неког другог небеског тијела. Левитација се нужно појављује и у тзв. дубоком свемиру, тј. далеко од великих маса небеских тијела, гдје је векторски скуп дјеловања свих сила на неко тијело једнак нули. Насупрот научно-физичком поимању левитације, има мишљења да и некаква духовна снага може узроковати левитацију. Разни мађионичарски, оптички или филмски трикови имплицирају левитирање предмета и људи и служе за забаву.